# Терра-Нова-ду-Норти
Терра-Нова-ду-Норти (порт. Terra Nova do Norte) — муниципалитет в Бразилии, входит в штат Мату-Гросу. Составная часть мезорегиона Север штата Мату-Гроссу. Входит в экономико-статистический микрорегион Колидер. Население составляет 11 514 человек на 2006 год. Занимает площадь 2302,332 км². Плотность населения — 5,0 чел./км².
Праздник города — 13 мая.

## Статистика
- Валовой внутренний продукт на 2003 год составляет 66 192 508,00 реалов (данные: Бразильский институт географии и статистики).
- Валовой внутренний продукт на душу населения на 2003 год составляет 5289,48 реалов (данные: Бразильский институт географии и статистики).
- Индекс развития человеческого потенциала на 2000 год составляет 0,748 (данные: Программа развития ООН).